# Ehemaliges Kriegsgericht (Weimar)

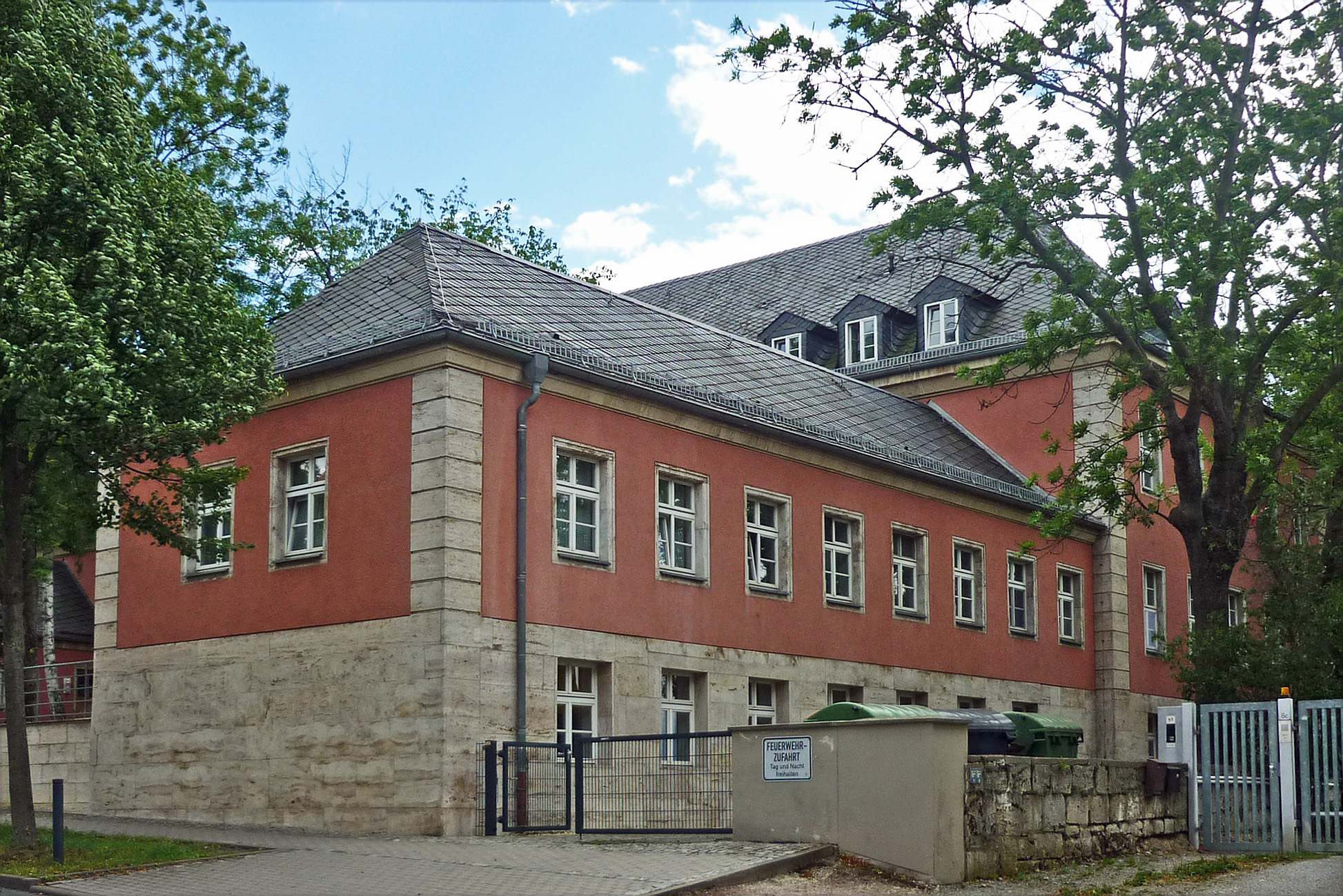
Leibnizallee 10; 10a

Das Gebäude Leibnizallee 10 und 10a ist das des Ehemaligen Kriegsgerichtes in Weimar.

## Geschichte
Das ehemalige Kriegsgericht der 1. Panzerdivision der Deutschen Wehrmacht in Weimar wurde 1936/37 errichtet und ersetzte die 1820 errichtete Kaserne. Verbunden mit der Heeresstandortverwaltung war es eine Einrichtung der Militärgerichtsbarkeit.  Zahlreiche Einzelheiten sind der Dissertation von Karina Loos zu entnehmen. Bauantrag wurde 1935 bei der Stadt Weimar gestellt. Es wurde als eine vierflügelige Anlage verwirklicht. Zur Leibnizallee zu öffnet sich die Anlage u-förmig. In das gleiche Bauprogramm fielen Gebäude für Mannschaften und Offiziere im Bereich der Streichhan-Kaserne. Die Planung lag wie bei den meisten derartigen Projekten bei Ernst Flemming.
Hier wurde Josef Ritter von Gadolla, der als sog. Kampfkommandant von Gotha eingesetzt war, wegen Befehlsverweigerung am 4. April 1945 zum Tode verurteilt und in den Lützendorf-Kasernen am 5. April 1945 durch Erschießen hingerichtet.
Die Gebäude stehen auf der Liste der Kulturdenkmale in Weimar (Einzeldenkmale). Das einstige Kriegsgericht dient heute als Studentenwohnheim.